# Gaël Morel

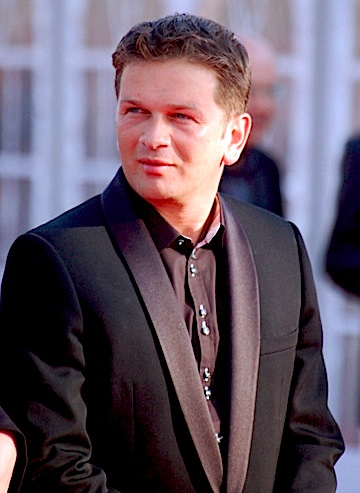
Gaël Morel

Gaël Morel (Lacenas, o Villefranche-sur-Saône, 25 de septiembre de 1972) es un actor, realizador y guionista francés.

## Biografía
Morel nació en Villefranche-sur-Saône, Rhône-Alpes, Francia, una pequeña localidad de 30.000 habitantes en las afueras de Lyon. También se crio en las cercanías de Lacenas en el distrito de Villefranche.
A los 15 años hizo las maletas y se fue a Lyon buscando suerte en la industria cinematográfica, mudándose posteriormente a París. En París conoció al aclamado director francés André Téchiné, quien le ofreciera un papel protagonista como François en Los juncos salvajes (Les Roseaux sauvages), film ganador de varios Césars en 1994 (entre ellos el de mejor película). Este trabajo le lanzó a la fama, ganando así reconocimiento por su labor, hasta conseguir la nominación al César en 1995 como actor promesa.

## Carrera cinematográfica

### Como actor
- Los juncos salvajes (Les Roseaux sauvages) de André Téchiné, 1994.
- Le plus bel âge... de Didier Haudepin, 1995
- Que sont-ils devenus?, telefilm de André Téchiné, 1997.
- Zonzon de Laurent Bouhnik, 1998.
- Loin de André Téchiné, 2001.
- Les Chansons d'amour de Christophe Honoré, 2007.

### Como director
- La Vie à rebours, 1994
- À toute vitesse, 1996
- Premières neiges (película para televisión), 1999
- Les Chemins de l'oued, 2002
- Le Clan, 2004
- Après lui, 2007
- New Wave (película para televisión), 2008
- Notre Paradis, 2011